# Доверительная область
Довери́тельная о́бласть — обобщение понятия доверительного интервала на случай многомерного параметра целевой функции, которая аппроксимируется с помощью числовой функции, часто квадратичной: если найдена числовая функция, соответствующая точности целевой функции внутри доверительной области, то область расширяется, и наоборот, если точность аппроксимации низкая, то область сужается. Под точностью аппроксимации обычно понимается ширина доверительной области.
Метод доверительной области известен также, как одношаговый метод. В некотором смысле он двойственен методу линейного поиска — в методе доверительной области сначала выбирают размер шага (размер доверительной области), затем его направление, в методе линейного поиска выбирают сначала направление шага, а затем его размер.
Подходящий размер вычисляется после сравнения отношения ожидаемого улучшения по числовой функции и действительного улучшения, полученного вычислением целевой функции.
В качестве критерия расширения или сужения, используется простой принцип — числовая функция достоверна только в области, где она обеспечивает приемлемую аппроксимацию.

## Пример
Концептуально, в алгоритме Левенберга — Марквардта целевая функция итеративно аппроксимируется поверхностью второго порядка, затем решается соответствующая система линейных уравнений, и оценка обновляется, после чего цикл повторяется до достижения нужной точности аппроксимации. Если использовать только этот алгоритм и если начальное предположение было «слишком далеко» от оптимального решения, то метод может не дать сходимости к нужной точности аппроксимации. По этой причине алгоритм ограничивает каждый шаг, предотвращая слишком «далёкую» аппроксимацию. Алгоритм определяет «слишком далеко» следующим образом. Вместо решения {\displaystyle A\,\Delta x=b} относительно {\displaystyle \Delta x} метод предлагает решать {\displaystyle {\big (}A+\lambda \operatorname {diag} (A){\big )}\,\Delta x=b}, где {\displaystyle \operatorname {diag} (A)} является диагональной матрицей с той же диагональю, что и у матрицы A, а {\displaystyle \lambda } является параметром, который контролирует размер доверительной области. Геометрически, метод добавляет параболоид с центром в {\displaystyle \Delta x=0}, что приводит к меньшему шагу каждой итерации.
Смысл заключается в том, чтобы изменять размер доверительной области ({\displaystyle \lambda }). На каждой итерации квадратичная аппроксимация предсказывает уменьшение целевой функции {\displaystyle \Delta f_{p}} (здесь и ниже {\displaystyle f_{p}} означает полученное аппроксимацией значение, а {\displaystyle f_{a}} означает действительное значение функции), которая ожидается меньшей по сравнению с истинным уменьшением. Если дано {\displaystyle \Delta x}, мы можем вычислить {\displaystyle \Delta f_{a}} по формуле:
{\displaystyle \Delta f_{a}=f(x)-f(x+\Delta x).}
После вычисления отношения {\displaystyle \Delta f_{p}/\Delta f_{a}} мы можем изменить размер доверительной области. В общем случае ожидается, что {\displaystyle \Delta f_{p}} будет чуть меньше, чем {\displaystyle \Delta f_{a}}, так что отношение окажется в интервале между 0.25 и 0.5. Если отношение больше 0.5, то это значит, что взят слишком большой шаг, поэтому требуется расширить доверительную область (уменьшить {\displaystyle \lambda }) и продолжить итерации. Если отношение меньше 0.25, то истинная функция «слишком сильно» отличается от аппроксимации в доверительной области, значит, требуется уменьшить доверительную область (увеличиваем {\displaystyle \lambda }) и продолжить итерации.